# Паласиос, Марко Антонио
Марко Антонио Паласиос Ридорта (исп. Marco Antonio Palacios Redorta; родился 6 марта 1981 года в Мехико, Мексика) — мексиканский футболист, выступавший на позиции защитника. Известен по выступлениям за мексиканский клуб УНАМ Пумас.
У Марко есть брат-близнец Алехандро, который также является профессиональным футболистом.

## Клубная карьера
Марко - воспитанник клуба УНАМ Пумас. 25 января 2004 года в матче против «Атласа» он дебютировал в мексиканской Примере. В первом сезоне Паласиос сыграл всего в трёх поединках, но несмотря на это стал чемпионом Мексики. В 2005 году он помог пумам выйти в финал Южноамериканского кубка и Кубка чемпионов КОНКАКАФ. 12 ноября 2006 года в матче против УАНЛ Тигрес Марко забил свой первый гол за УНАМ. В 2008 году для получения игровой практики он был отдан в аренду в «Веракрус», которому помогал избежать вылета в Лигу Ассенсо.
После возвращения из аренды Паласиос завоевал место в основе и ещё дважды помог команде выиграть чемпионат. 28 сентября 2011 года в матче Кубка чемпионов КОНКАКАФ против канадского «Торонто» Марко забил свой первый гол на международном уровне.
В начале 2015 года Марко перешёл в «Монаркас Морелия». 7 февраля в матче против столичной «Америки» он дебютировал за новую команду. По окончании сезона Паласиос завершил профессиональную карьеру.

## Достижения
Командные
 УНАМ Пумас
- Чемпионат Мексики по футболу — Апертура 2004
- Чемпионат Мексики по футболу — Клаусура 2004
- Чемпионат Мексики по футболу — Клаусура 2009
- Чемпионат Мексики по футболу — Клаусура 2011